# Šopa (nahrávací studio)
Šopa je název nahrávacího studia, které se nachází v jihomoravské obci Lipov. Ve studiu natočila své desky řada českých interpretů, jako například metalové kapely Melancholy Pessimism, Overhype, Dying Passion, Secret Of Darkness, Dark Gamballe, Malignant Tumour, Flood, Silent Stream Of Godless Elegy, Six Degrees of Separation a další. O zvuk se starají producenti a zvukaři Stanislav Valášek a Martin Vavřík.
Album Relic Dances skupiny Silent Stream Of Godless Elegy, které vzniklo v tomto studiu, získalo v roce 2005 ocenění Anděl v kategorii Hard & Heavy.